# Prosopocera albovariegata
Prosopocera albovariegata är en skalbaggsart som beskrevs av Stefan von Breuning 1936. Prosopocera albovariegata ingår i släktet Prosopocera och familjen långhorningar.
Artens utbredningsområde är:
- Angola.
- Malawi.

Inga underarter finns listade i Catalogue of Life.